# Maria av Gueldres
Maria av Gueldres, född omkring 1434 i Grave i Nederländerna, död 1 december 1463 på slottet Roxburgh Castle i Roxburghshire i Skottland, var genom sitt äktenskap med Jakob II drottning av Skottland 1449–1460 och sedan förmyndarregent för sin son Jakob III till sin död.

## Biografi
Hon var dotter till hertig Arnold av Gueldres och Katarina av Kleve.
Hon gifte sig med Jakob II i Holyrood Abbey i Edinburgh den 3 juli 1449 och fick med honom sju barn, däribland tronföljaren Jakob III. När hennes make avled den 3 augusti 1460 blev hon förmyndarregent för sonen Jakob III och förblev så till sin död. Hennes rådgivare var biskop Kennedy, med vilken hon hade gott samarbete.